# Chelun
Chelun (bret. Kelon) – miejscowość i gmina we Francji, w regionie Bretania, w departamencie Ille-et-Vilaine.
Według danych na rok 1990 gminę zamieszkiwało 270 osób, a gęstość zaludnienia wynosiła 24 osoby/km² (wśród 1269 gmin Bretanii Chelun plasuje się na 960. miejscu pod względem liczby ludności, natomiast pod względem powierzchni na miejscu 794.).